# Xyletomerus arbuti
Xyletomerus arbuti is een keversoort uit de familie klopkevers (Anobiidae). De wetenschappelijke naam van de soort is voor het eerst geldig gepubliceerd in 1919 door Fisher.